# Герасимович, Александр Францевич
Александр Францевич Герасимович (12 сентября 1910 года, Российская империя — 1980 года, Павда, Новолялинский район, Свердловская область, СССР) — Герой Социалистического Труда, тракторист Павдинского ЛЗУ Новолялинского ЛПХ.

## Биография
Родился 12 сентября 1910 года.
Трудовую деятельность начал коновозчиком в Ново-Лялинский леспромхозе Свердловской области в 1925 году, затем на валке леса, молевом сплаве.
Окончив курсы трактористов, с 1939 года работал на трелёвке леса в Павдинском лесопункте. С 1947 года стал работать на первых поступивших на лесопункт тракторах С-80. Первым среди трактористов леспромхоза, освоил трелёвку хлыстов с кроной. С сентября 1953 год по 1 января 1955 года Александр Францевич вместе со своими сменщиками — трактористами П. Г. Поповым и В. П. Никоновым стрелевали более 70 тысяч кубометров древесины.
В 1955 году Герасимович и члены его экипажа стрелевали 91,9 тысяч кубометров хлыстов с кронами, выполнив норму трех тракторов С-80. Трактор Герасимовича, проработал до капитального ремонта 5800 часов (при нормативе 4000 часов), израсходовав на 70 тысяч кубометров 2480 килограмм тросов, то есть по 35 килограмм на каждую тысячу кубометров (при нормативе 92 килограмм тросов на тысячу кубометров). За 10 месяцев 1957 года Александр Францевич и члены его экипажа П. Г. Попов и В. П. Никонов, стрелевав 73 тысяч кубометров древесины, выполнили план 1957 года досрочно.
Семья
Был женат Марии Игнатьевне Герасимович (Киселёвой) (—13.01.1976), у них родились сыновья Владимир и Иван (род 4.04.1932), и дочь Валентина Александровна Лопаева (Герасимович) (14.11.1934-23.09.1978)
.

## Награды
За свои достижения был награждён:
- 05.10.1957 — звание Герой Социалистического Труда с золотой медалью Серп и Молот и орден Ленина «за выдающиеся успехи, достигнутые в деле развития лесной промышленности».